# Megaro Mela

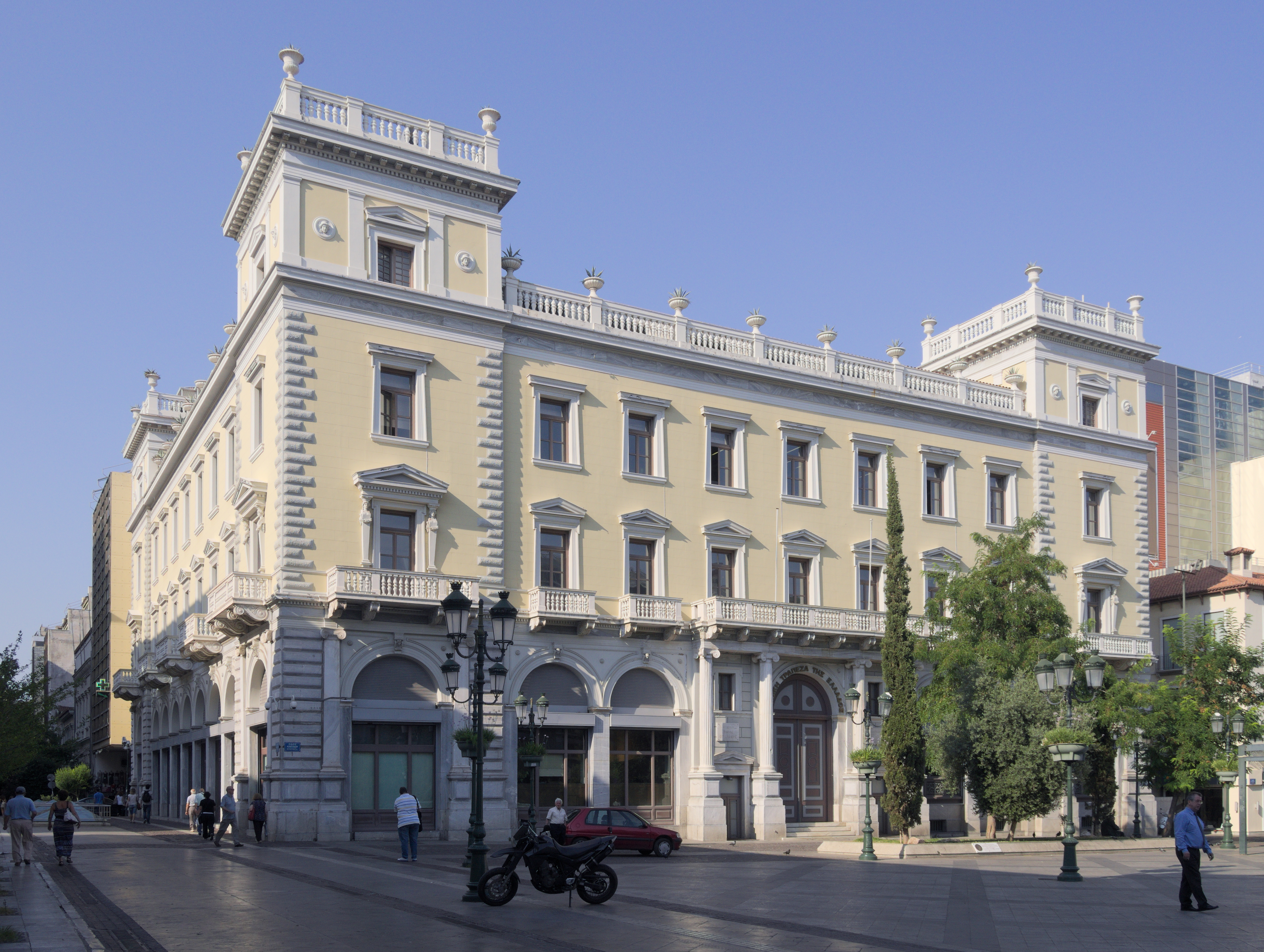
Megaro Mela

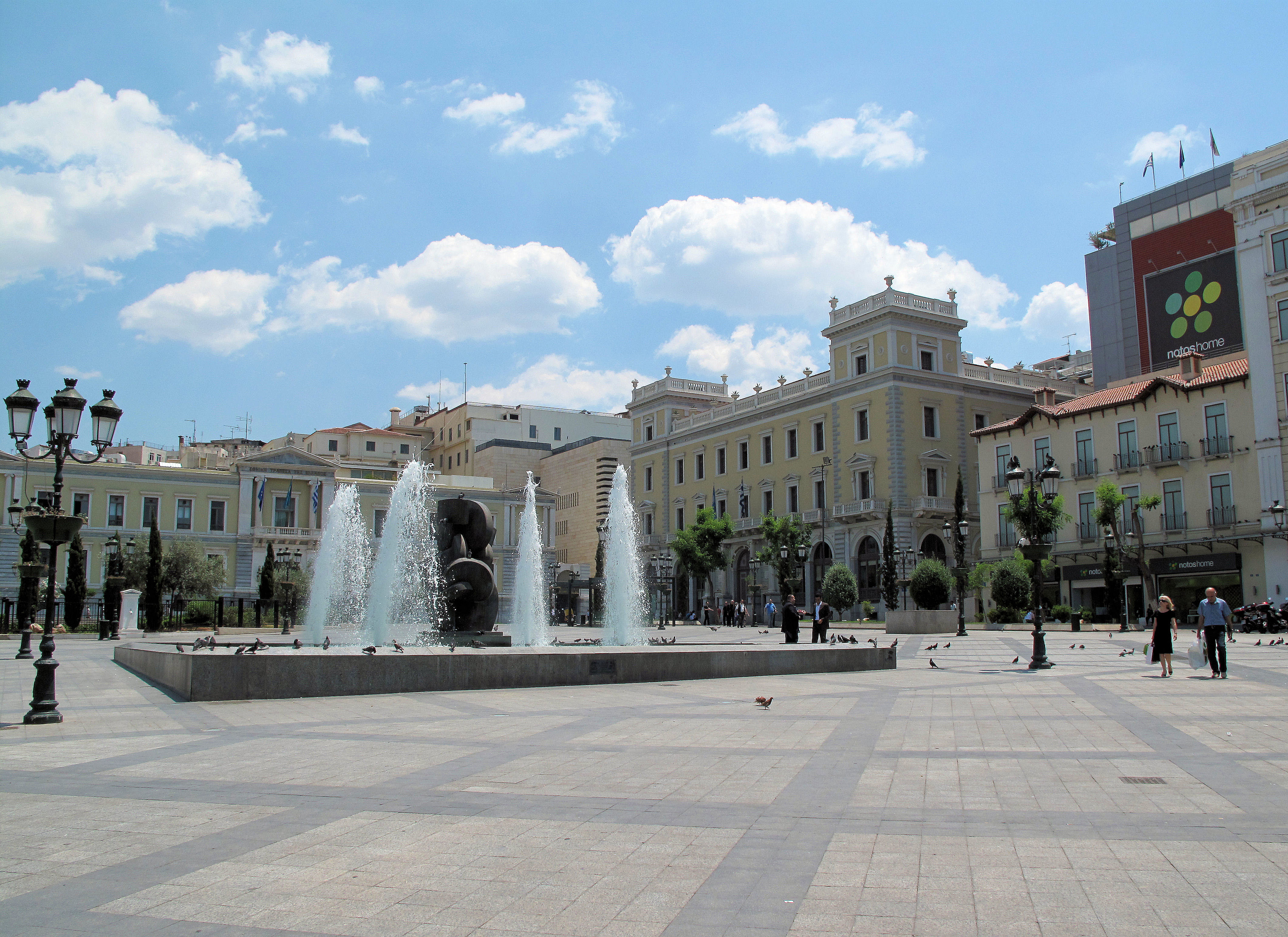
Megaro Mela

Das Megaro Mela (griechisch Μέγαρο Μελά) ist ein Stadt-Palais des 19. Jahrhunderts in Athen. Es befindet sich an der  Platia Kotzia im Zentrum der griechischen Hauptstadt Athen. Der quadratische Bau wird auf den vier Seiten von den Straßen Eolos, Sophokleos, Streit und Kratinos (οδώs Αιόλοs, Σοφοκλέος, Στρέιτ, Κρατίνοs) begrenzt. Fassade und Haupteingang blicken auf den Platz mit Sicht auf das neoklassizistische Gebäude des Rathauses im Westen und der National Bank of Greece im Osten. Charakteristische Details sind die vier Ecktürmchen, das elegante Atrium im Erdgeschoss, die dekorativen Statuen und runde Medaillons mit Hermen.

## Geschichte
Der Palais gehörte dem griechischen Großkaufmann und Bankier Vasilios Melas (Βασίλειος Μελάς), der vor allem in Odessa und London geschäftlich tätig war. Er erwarb 1873 den Häuserblock an der Südost-Ecke des Platia Kotzia und errichtete den zweistöckigen Stadtpalast nach Plänen des deutschen Architekten Ernst Ziller. Als der Megaro Mela 1874 erbaut wurde, war er das größte private Gebäude seiner Epoche.
Zunächst beherbergte er das Hotel "Grand Hotel d' Athènes" als Anlaufstelle für Auslandsgriechen. Seit 1881, zu seinen Glanzzeiten, beherbergte er die Athener Börse (Χρηματιστήριο Αξιών Αθηνών).
Nach dem Tod von Vasilios Melas 1884 fiel der Palais an die Stiftung Nipiako Epimelitirio Mela (Νηπιακό Επιμελητήριο Μελά), die bis heute die Gründung und Einrichtung von Kindergärten fördert. Nach einem Brand 1897 wurde 1899 ein weiteres Geschoss aufgesetzt. Zwischen 1900 und 1973 fungierte das Palais als Sitz der Athener Hauptpost und des Telegraphenamtes.
1974 wurde der Palais vom Kultusministerium als Monument der Neueren Zeit unter Denkmalschutz gestellt.
1979 wurde er von der National Bank of Greece (Εθνικής Τράπεζας της Ελλάδος) angemietet. Seither beherbergt er verschiedene Abteilungen der Bank.
Bei einer grundlegenden Sanierung in den Jahren 1982–1988 wurde das zusätzliche Geschoss entfernt, um das originale Aussehen wiederherzustellen.